# 49 Pułk Zmechanizowany
49 Warszawski Pułk Zmechanizowany (49 pz) – oddział zmechanizowany Sił Zbrojnych PRL.
Wchodził w skład 20 Warszawskiej Dywizji Pancernej im. marsz. Konstantego Rokossowskiego. Stacjonował w garnizonie Wałcz.

## Rodowód pułku
Na podstawie rozkazu naczelnego dowódcy WP nr 58/org. z 15 marca 1945 w ramach koncepcji tworzenia 3 Armii WP i tworzonych wówczas 13 i 14 Dywizji Piechoty rozpoczęto formowanie 49 pułku piechoty. Po dokładniejszej ocenie możliwości organizacyjnych, w końcu roku zamiar ten ograniczono do utworzenia trzech dywizji odwodu Naczelnego Dowództwa (13, 14, 15 DP). Tak więc 49 pp formował się w ramach 14 Dywizji Piechoty, która początkowo podlegała Dowództwu Morskiego Okręgu Wojskowego (DOW – II), a od 27 września przeszła w skład DOW – III „Poznań”. Formowanie pułku miano zakończyć do 1 lipca 1945. Na miejsce formowania wyznaczono Koronowo. Faktycznie zadanie formowania jednostek 14 DP wykonano do 8 czerwca i dowódca dywizji rozkazem nr 0017 potwierdził wykonanie rozkazu Naczelnego Dowódcy. 10 czerwca zakończono okres formowania 49 pp i przystąpiono do programowego szkolenia. Na dzień święta pułku wyznaczono 24 czerwca. Od 1 listopada 1945 pułk przeszedł na etat pokojowy. W ramach zmian personalnych pułku, część żołnierzy zwolniono do rezerwy, większość nadwyżek skierowano do formujących się Wojsk Ochrony Pogranicza. Stan etatowy zmniejszył się z około 2500 do 1300 żołnierzy.

## Żołnierze pułku
Dowódcy pułku
- płk Jan Gabrielczyk 1957-64
- płk Maksymilian Buczek 1964-69
- płk Władysław Walas 1969-71
- ppłk Henryk Szafrański 1971-74
- ppłk Wiesław Osadowski 1974-78
- mjr Włodzimierz Warchalski 1978-80
- mjr/ppłk Stanisław Sidor 1980-85
- mjr/ppłk dypl. Włodzimierz Michalski 1985-88
- mjr/ppłk dypl. Piotr Kaszuba 1988-89
- mjr dypl. Krzysztof Gałkowski 1989

## Skład (lata 80. XX w)

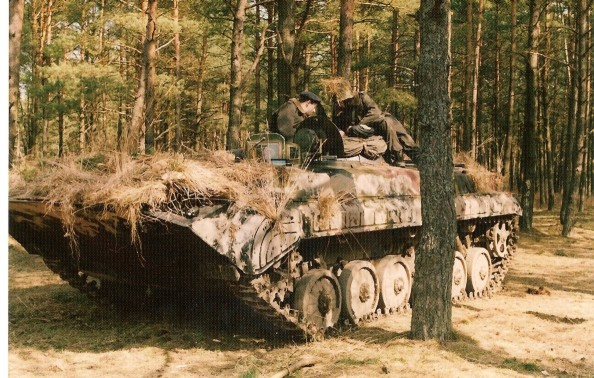
Podstawowy wóz bojowy pułku -(BWP-1)

- Dowództwo i sztabPodstawowy wóz bojowy pułku -(BWP-1)
  - 3 x bataliony zmechanizowane
  - batalion czołgów
  - kompania rozpoznawcza
  - bateria haubic 122mm
  - bateria ppanc
  - kompania saperów
  - bateria plot
  - kompania łączności
  - kompania zaopatrzenia
  - kompania remontowa
  - kompania medyczna
  - pluton chemiczny
  - pluton ochrony i regulacji ruchu

## Tradycje
Zgodnie z rozkaz nr 025/MON z 30.09.1967 w sprawie przekazania jednostkom wojskowym historycznych nazw i numerów oraz ustanowienia dorocznych świąt jednostek  Dz. Rozk. Tjn. MON Nr 10, poz. 53 49 Pułk Zmechanizowany  przyjął tradycje 1 Warszawskiego Zmotoryzowanego Batalionu Rozpoznawczego i otrzymała nazwę wyróżniającą  Warszawski. Święto pułkowe obchodził 17 stycznia.

## Przeformowanie
W 1989, w związku z przeformowaniem dywizji na zmechanizowany związek taktyczny i zmianę jej nazwy na 2 Dywizję Zmechanizowaną, pułk przyjął nazwę rozformowywanego 6 pułku zmechanizowanego z Częstochowy. 
3 maja 1991, już jako 6 pułk zmechanizowany Legionów, przyjął tradycje wszystkich formacji piechoty oznaczonych cyfrą "6":
W 1995 na bazie pułku powstała 2 Brygada Zmechanizowana Legionów im. Marszałka Józefa Piłsudskiego.